# Je le jure
Pour plus de détails, voir Fiche technique et Distribution.
Je le jure est un drame judiciaire français réalisé par Samuel Theis et sorti en 2024,.
Un quadragénaire, qui vit une période délicate dans sa vie professionnelle et sentimentale, est convoqué pour participer à la cour d'assises de la Moselle. Avec huit autres jurés et trois magistrats, il devra statuer sur le sort d'un jeune homme accusé de l'incendie d'un local à la suite duquel un pompier a trouvé la mort.

## Synopsis
Début 2023. Âgé d'environ 40 ans, Fabio est un homme désabusé, taiseux, effacé, sans perspectives professionnelles, qui a une relation avec Marie, une femme vingt ans plus âgée que lui. Celle-ci lui reproche d'être ambivalent dans leur relation et de ne pas être réellement amoureux d'elle.
Fabio reçoit une convocation pour être juré d'assises, au sein de la cour d'assises d'appel de la Moselle, siégeant à Metz. Le procès concerne Jean-Charles Fadi, d'origine africaine, né en 2001 et âgé de 22 ans. Le jeune homme, pour la 7e fois en cinq ans, avait commis un acte de pyromanie en 2019 qui avait entraîné la mort d'un pompier lors de l'intervention des secours. Il a été condamné l'année précédente à la peine de 12 ans de réclusion criminelle. Estimant la peine trop lourde, Jean-Charles a fait appel du verdict et a changé d'avocat.
Pendant la durée de l'audience qui dure plusieurs jours, Fabio reste taiseux. Parmi les jurés convoqués au procès, certains ne sont pas spécialement bienveillants à l'égard de l’accusé ; d'autres se montrent plus compréhensifs. Fabio se rapproche de Julia, une médecin généraliste qui vit comme lui une situation de crise sentimentale : elle vit une liaison avec un homme qui réside à 700 km de Metz, mais elle l'aime de moins en moins et envisage avec douleur une éventuelle séparation, alors qu'objectivement, l'homme correspond à tous les critères qu'elle recherche chez un homme. Fabio se découvre une certaine attirance pour Julia.
L'audience est suspendue pour le week-end. Chaque membre de la cour d'assises regagne sa famille. Fabio participe à une réunion familiale au cours de laquelle son frère et sa belle-sœur lui proposent d'être le parrain de leur nourrisson. Il hésite. Marie lui reproche de nouveau son refus de ne pas révéler à sa famille leur relation sentimentale.
Le procès d'assises va prendre fin. L'avocate générale requiert la condamnation de Jean-Charles à la peine de 15 ans de réclusion criminelle. L'avocat de la défense demande aux membres de la cour d'être bienveillants à l’égard du jeune accusé. La cour se retire pour délibérer. Chacun donne son avis sur la culpabilité (qui ne fait aucun doute, les faits de pyromanie étant reconnus) puis sur la peine : faut-il confirmer la peine de 12 ans infligée en première instance ? infliger une peine inférieure ? une peine supérieure ? Alors que la plupart des jurés se sont exprimés, Fabio prend à son tour la parole : il estime qu'il faut être bienveillant à l'égard de l’accusé et rejoint la position de Julia. Chacun vote ensuite en plaçant un bulletin de vote dans une urne.
- Dénouement du film

Le verdict est rendu : Jean-Charles est condamné à la peine de 15 ans de réclusion criminelle.
Le baptême du neveu de Fabio a lieu. Fabio a accepté d'être le parrain du nourrisson. Le soir, dans la fête familiale qui s'ensuit, Fabio danse avec Marie. Il l'embrasse devant tout le monde et lui caresse les bras, le dos, les hanches, les fesses, révélant à la grande surprise de sa famille sa liaison avec Marie.

## Fiche technique
Sauf indication contraire, les informations mentionnées dans cette section peuvent être confirmées par les bases de données cinématographiques IMDb et Allociné,  présentes dans la section « Liens externes ».
- Titre original : Je le jure
- Réalisation : Samuel Theis
- Scénario : Samuel Theis, Marie Dosé, Gilles Marchand et Marcia Romano
- Musique : Maud Geffray
- Décors : Mila Preli et Alice Douard
- Costumes : Rachèle Raoult
- Photographie : Jonathan Ricquebourg
- Son : Mathieu Villien
- Montage : Esther Lowe et Nicolas Desmaison
- Casting : Julie Allione
- Assistant réalisation : Rémi Bouvier
- Production : Caroline Bonmarchand
- Société de production : Avenue B Productions
- Société de distribution : Ad Vitam Distribution
- Pays de production :  France
- Langue originale : français
- Format : couleur — 1,50:1 — son 5.1
- Genre : Drame juridique
- Durée : 110 minutes
- Dates de sortie :
  - France : 
    - 16 décembre 2024 (Les Arcs)
    - 26 mars 2025 (en salles)

## Distribution
- Julien Ernwein : Fabio Nucci, juré
- Marie Masala : Marie, la compagne de Fabio
- Marina Foïs : la présidente de la cour d'assises
- Louise Bourgoin : Julia Schuman, jurée et médecin
- Souleymane Cissé : Jean-Charles Fadi
- Sophie Guillemin : l'avocate générale
- Hedi Zada : Maître Bencherif, l'avocat de la défense
- Micha Lescot : Paul, juré et enseignant
- Emmanuel Salinger : Arnaud Barberot, juré
- Saadia Bentaïeb : Leila Richoux, jurée
- Antonia Buresi : Isabelle Falon, jurée
- Eva Huault : Eva Michaud, jurée
- Claude Aufaure : Claude, juré
- Rachid Yous : Sofiane, juré
- Abibatou Koné : Madame Touré, mère de Jean-Charles Fadi
- Stéphane Lagarde : Lorenzo
- Serge Bozon : l'expert psychiatre
- Claire Burger : l'experte médico-psychiatrique
- Angélique Litzenburger : Angélique, la mère de Fabio

## Production
Ce film est le troisième volet d'une trilogie consacrée au bassin minier mosellan, après Party Girl (2014) et Petite Nature (2021). Le réalisateur fait le choix de faire jouer à la fois des acteurs professionnels et des non professionnels. Ainsi Marie Pires-Masala (créditée Marie Masala au générique du film) est une vendeuse à la retraite, âgée de 68 ans lors du tournage, sans expérience cinématographique préalable à part quelques figurations,.

## Sortie
La sortie du film est perturbée par l’accusation de viol visant Samuel Theis, le réalisateur du film.

## Titre du film
L'intitulé du film est lié à la prestation de serment des jurés tirés au sort lors de la constitution du jury d'assises. Aux termes de l'article 304, alinéa 2, du code de procédure pénale, le président ou la présidente de la cour d'assises lit la prestation de serment et chaque juré doit dire « Je le jure ».